# Luis Portero García
Luis Portero García (Madrid, 27 de junio de 1941-Granada, 9 de octubre de 2000) fue el primer Fiscal Jefe del Tribunal Superior de Justicia de Andalucía, Ceuta y Melilla. Le sucedió en el cargo Jesús García Calderón. Trabajó como docente de Derecho penal en la Universidad de Málaga y en la Universidad de Granada. Académico de la Real Academia de Jurisprudencia y Legislación de Granada.
Asesinado por la banda terrorista ETA en la ciudad de Granada el día 9 de octubre de 2000. Hacia las 14.15 horas de ese día, cuando cruzó el portal y se paró para llamar al ascensor, un terrorista de ETA que lo esperaba sacó una pistola y le descerrajó dos tiros por la espalda antes de emprender la huida. Fue trasladado al Hospital de Traumatología de Granada, pero no sobrevivió a sus heridas. Los etarras Harriet Iragi Gurrutxaga y Jon Igor Solana Matarrán fueron condenados como autores materiales del crimen y Juan Antonio Olarra Guridi como inductor del atentado. El comando también había dejado un coche bomba en las inmediaciones del domicilio de Portero García. En 2003, sus familiares crearon la Fundación Luis Portero García para el desarrollo de programas de investigación y divulgación de los campos de la medicina referidos a la donación, extracción y trasplante de órganos y tejidos, así como de los cuidados paliativos de pacientes con enfermedades crónicas o terminales.